# Strada statale 3 bis Tiberina
La strada statale 3 bis Tiberina (SS 3 bis) è una strada statale italiana che collega Terni a Ravenna, percorrendo il territorio della valle del Tevere e del Savio.
Attualmente questa arteria è la strada extraurbana più lunga d'Italia, dato che il suo tracciato si estende per oltre 250 km.
Oggi, questa importante arteria stradale dell'Italia Centrale è costituita da una superstrada a due carreggiate separate da spartitraffico centrale a due corsie per senso di marcia la quale ha sostituito un ben più antico tracciato.
Una porzione di qualche centinaio di metri presso la frazione di Romagnano (comune di Sant'Agata Feltria), è sotto l'amministrazione della provincia di Rimini.
La sua gestione è interamente a carico dell'ANAS. È spesso nota come E45 poiché il tracciato da Cesena a Terni fa parte di tale strada europea, mentre il rimanente tratto fino a Ravenna è integrato nella E55.
Nel secondo decennio degli anni 2000 il tratto toscano finale prima di Verghereto è stato più volte fonte di criticità e limitazioni alla circolazione a seguito di logorio dell'infrastruttura, condizione pubblicizzata da alcuni video denunce diffuse in via Internet riguardo all'ammaloramento dei viadotti Puleto e Tevere 4, culminata con la chiusura della strada a seguito del sequestro del tratto interessato.

## Storia
La strada statale 3 bis Tiberina fu istituita nel 1938 con un tracciato che andava dall'innesto con la SS 3 presso Narni all'innesto con la SS 71 presso Bagno di Romagna.
In seguito fu prolungata da Bagno di Romagna a Ravenna, includendo un tratto fino ad allora parte della SS 71.
Il Parlamento italiano approvò il progetto nel 1956. La sua realizzazione incontrò alcune difficoltà dovute alla scelta su quale vallata dell'Appennino tosco-romagnolo percorrere. La decisione definitiva fu presa nel 1962 dall'allora ministro dei Lavori pubblici, il romagnolo Benigno Zaccagnini.
Costruita tra la fine degli anni sessanta e la seconda metà degli anni ottanta, doveva essere, in origine, un percorso alternativo all'autostrada del Sole nel tratto appenninico, da Bologna a Roma.

## Altre denominazioni
Negli anni settanta, fu inserita nella strada europea E7, divenuta negli anni novanta E45/E55. Per questo a volte viene chiamata con entrambe le denominazioni. Viene anche chiamata Orte-(Cesena)-Ravenna perché la SS 3 bis attraverso il nodo viario di Terni è interconnessa alla SS 675, la quale fino a Orte fa parte della E45. Familiarmente viene talvolta chiamata "il Verghereto", identificandola con il valico appenninico che supera.

## Criticità
Nel periodo invernale, talvolta la circolazione è resa difficile dalle abbondanti nevicate e dalla presenza di ghiaccio.
Inoltre, a causa del numero elevato di autotreni e altri mezzi pesanti che vi transitano e del rivestimento poco idoneo, il fondo stradale è spesso dissestato e necessita di continui lavori di manutenzione che sovente richiedono la chiusura di parti di strada o di carreggiata. A partire dalle 14 di mercoledì 16 gennaio 2019, Anas ha provveduto alle operazioni di chiusura della strada, in entrambe le direzioni, tra gli svincoli di Canili e Valsavignone, in corrispondenza del confine tra le province di Arezzo e Forlì/Cesena, a seguito del sequestro preventivo del viadotto “Puleto” (indicato sul cartello come "Valsavignone") nel comune di Pieve Santo Stefano, disposto su ordine della Procura della Repubblica di Arezzo.. In seguito ad ispezioni è emerso che anche il viadotto Tevere 4 è in condizioni simili a quello del Puleto, tuttavia la strada è stata riaperta per limitare i disagi alla circolazione con limiti di velocità e peso.

## Percorso
Il percorso inizia allo svincolo con la Strada statale 675, lasciando Terni ed entrando in galleria poco dopo Sangemini per poi costeggiare Acquasparta; tornato in pianura poco prima di Todi, segue la valle del Tevere, lambendo Marsciano, Deruta e Perugia, in corrispondenza della quale si connette con il raccordo Perugia-Bettolle e la Superstrada 75 verso Foligno. Traversata l'Alta valle del Tevere, entra in Toscana all'altezza di Sansepolcro; quindi costeggia il lago artificiale di Montedoglio, per poi dirigersi verso Pieve Santo Stefano. Al confine con la Romagna, inizia il tratto più impegnativo, dovendo salire fino ai valichi di Verghereto e Monte Coronaro (che supera attraverso tre gallerie, aperte al traffico nel 1973), per poi scendere verso Cesena, superare l’autostrada A14 al casello di Cesena nord e immettersi sulla Strada Statale 16 Adriatica a Ravenna.

### Tabella percorso
| Tiberina |                                                                        |       |       |           |                |
| Tipo     | Indicazione                                                            | ↓km↓  | ↑km↑  | Provincia | Strada europea |
|          | Umbro-Laziale                                                          | 0,0   | 250,5 | TR        |                |
|          | San Gemini sud - Terni nord                                            | 3,0   | 247,5 | TR        |                |
|          | San Gemini nord di Narni e San Gemini                                  | 6,2   | 244,3 | TR        |                |
|          | Montecastrilli - Avigliano Umbro Carsulae Foresta fossile di Dunarobba | 8,6   | 241,9 | TR        |                |
|          | Acquasparta Spoletina                                                  | 12,4  | 238,1 | TR        |                |
|          | Massa Martana dei Monti Martani                                        | 17,1  | 233,4 | PG        |                |
|          | Collevalenza - Casigliano                                              | 20,6  | 229,9 | TR        |                |
|          | San Damiano - Todi sud                                                 | 31,0  | 219,5 | PG        |                |
|          | Todi - Orvieto di Baschi                                               | 33,9  | 216,6 | PG        |                |
|          | Fratta Todina di Montemolino                                           | 35,5  | 215,0 | PG        |                |
|          | Pantalla                                                               | 42,1  | 208,4 | PG        |                |
|          | Collepepe - Zona industriale                                           | 45,4  | -     | PG        |                |
|          | Marsciano - Collepepe                                                  | 47,6  | 202,9 | PG        |                |
|          | Ripabianca                                                             | 49,1  | 201,4 | PG        |                |
|          | Casalina                                                               | 51,2  | 199,3 | PG        |                |
|          | Deruta sud                                                             | 54,5  | 196,0 | PG        |                |
|          | Deruta centro                                                          | -     | 195,1 | PG        |                |
|          | Deruta nord                                                            | 58,4  | 192,1 | PG        |                |
|          | Pontenuovo                                                             | 59,5  | 191,0 | PG        |                |
|          | Torgiano - San Martino in Campo                                        | 62,2  | 188,3 | PG        |                |
|          | Montebello                                                             | 64,1  | 186,4 | PG        |                |
|          | Balanzano                                                              | 67,3  | 183,2 | PG        |                |
|          | Perugia-Bettolle                                                       | 68,3  | 182,2 | PG        |                |
|          | Ponte San Giovanni                                                     | 68,8  | 181,7 | PG        |                |
|          | Collestrada                                                            | 69,5  | 180,0 | PG        |                |
|          | Centrale Umbra                                                         | 71,8  | 178,7 | PG        |                |
|          | di Valfabbrica                                                         | 73,3  | 177,2 | PG        |                |
|          | Lidarno - Sant'Egidio                                                  | 74,4  | 176,1 | PG        |                |
|          | Ponte Valleceppi                                                       | 75,3  | -     | PG        |                |
|          | Ponte Felcino                                                          | 77,0  | 173,5 | PG        |                |
|          | Bosco - Gubbio Eugubina                                                | 79,3  | 171,2 | PG        |                |
|          | Ponte Pattoli                                                          | 84,0  | 166,5 | PG        |                |
|          | Resina                                                                 | 86,1  | 164,4 | PG        |                |
|          | Pierantonio di Pantano                                                 | 94,7  | 155,8 | PG        |                |
|          | Umbertide sud - Gubbio di Gubbio e Piandassino                         | 97,3  | 153,2 | PG        |                |
|          | Umbertide                                                              | -     | 149,0 | PG        |                |
|          | Montone - Pietralunga                                                  | 103,5 | 147,0 | PG        |                |
|          | Promano                                                                | 109,3 | 141,2 | PG        |                |
|          | Città di Castello sud                                                  | 115,9 | 134,6 | PG        |                |
|          | Città di Castello nord Apecchiese                                      | 121,9 | 128,6 | PG        |                |
|          | Base Logistica Alto Tevere - Cerbara                                   | 126,9 | 124,0 | PG        |                |
|          | Selci - Lama                                                           | 128,5 | 122,0 | PG        |                |
|          | San Giustino di Bocca Trabaria                                         | 131,0 | 119,5 | PG        |                |
|          | Sansepolcro sud Senese-Aretina                                         | 136,2 | 114,3 | AR        |                |
|          | Sansepolcro nord                                                       | 138,2 | 112,3 | AR        |                |
|          | Madonnuccia Lago di Montedoglio                                        | 143,1 | 107,4 | AR        |                |
|          | Pieve Santo Stefano sud                                                | 146,0 | 104,5 | AR        |                |
|          | Pieve Santo Stefano nord                                               | 151,2 | 99,3  | AR        |                |
|          | Valsavignone                                                           | 158,0 | 92,5  | AR        |                |
|          | Canili - Balze                                                         | 161,5 | 89,0  | FC        |                |
|          | Verghereto                                                             | 166,9 | 83,6  | FC        |                |
|          | Bagno di Romagna                                                       | 175,0 | 75,5  | FC        |                |
|          | San Piero in Bagno                                                     | 177,5 | 73,0  | FC        |                |
|          | Quarto Lago di Quarto                                                  | 186,2 | 64,3  | FC        |                |
|          | Sarsina sud                                                            | 192,0 | 58,5  | FC        |                |
|          | Sarsina nord                                                           | 195,7 | 54,8  | FC        |                |
|          | Mercato Saraceno                                                       | 200,7 | 49,8  | FC        |                |
|          | Bivio Montegelli                                                       | 206,2 | 44,3  | FC        |                |
|          | Sorrivoli - Borello - Bora                                             | 209,2 | 41,3  | FC        |                |
|          | San Carlo                                                              | 215,0 | 35,5  | FC        |                |
|          | San Vittore                                                            | 218,1 | 32,4  | FC        |                |
|          | Cesena sud                                                             | 221,6 | 29,9  | FC        |                |
|          | Cesena ovest Via Emilia                                                | 224,1 | 26,4  | FC        |                |
|          | Cesena secante Tangenziale di Cesena                                   | 225,6 | 24,9  | FC        |                |
|          | Cesena nord Bologna-Taranto (svincolo di Cesena)                       | 229,0 | 21,5  | FC        |                |
|          | Casemurate di Cervia                                                   | 235,5 | 15,0  | RA        |                |
|          | Cervia - Milano Marittima                                              | 244,2 | 6,3   | RA        |                |
|          | Adriatica                                                              | 250,5 | 0,0   | RA        |                |